# BharatBenz
La BharatBenz è una divisione della Daimler India Commercial Vehicles che fa parte del gruppo internazionale tedesco Daimler AG, destinato alla produzione e commercializzazione di autobus e camion per il territorio indiano ed asiatico.
I modelli di camion e autobus sono basati essenzialmente su piattaforme per veicoli commerciali ed industriali della Mercedes-Benz.